# Llista de microprocessadors Pentium II d'Intel
El Pentium II d'Intel és la sisena generació de CPUs llançada al mercat.

## Processadors d'escriptori

### "Klamath"(350 nm)
- Tots els models incorporen: MMX
- L2 cache is off-die and runs at 50% CPU speed
- Part numbers prefixed with a B are for boxed retail CPUs

| Número de model | Freqüència | L2-Cache | Front Side Bus | Mult | Voltatge | TDP   | Socket | Core Stepping | Data publicació | Número de serie                   | sSpec Number(s)                   |
| --------------- | ---------- | -------- | -------------- | ---- | -------- | ----- | ------ | ------------- | --------------- | --------------------------------- | --------------------------------- |
| PII 233         | 233 MHz    | 512 KiB  | 66 MT/s        | 3.5x | 2.8 V    | 34.8W | Slot 1 | C0, C1        |                 | 80522PX233512, B80522PX233512     | SL264, SL28K, SL2HD, SL2QA        |
| PII 266         | 266 MHz    | 512 KiB  | 66 MT/s        | 4x   | 2.8 V    | 38.2W | Slot 1 | C0, C1        |                 | 80522PX266512, B80522PX266512     | SL265, SL28L, SL2HC, SL2QB, SL2HE |
| PII 300         | 300 MHz    | 512 KiB  | 66 MT/s        | 4.5x | 2.8 V    | 43W   | Slot 1 | C0, C1        |                 | 80522PX300512EC, B80522PX300512EC | SL28R, SL2MZ, SL2HA, SL2QC        |

### "Deschutes"(250 nm)
- Tots els models incorporen: MMX
- L2 cache is off-die and runs at 50% CPU speed
- The Pentium II Overdrive is a Deschutes Pentium II core packaged for Socket 8 operation. It comes with 512 KiB of off-die full-speed L2 cache, which makes it very similar to the Pentium II Xeon.

| Número de model      | Freqüència         | L2-Cache | Front Side Bus     | Mult | Voltatge | TDP   | Socket   | Core Stepping | Data publicació | Número de serie                  | sSpec Number(s)                                                                    |
| -------------------- | ------------------ | -------- | ------------------ | ---- | -------- | ----- | -------- | ------------- | --------------- | -------------------------------- | ---------------------------------------------------------------------------------- |
| PII 266              | 266 MHz            | 512 KiB  | 66 MT/s            | 4x   | 2.0 V    | 16.8W | Slot 1   | DB0           |                 | B80523P266512E                   | SL33D, SL2W7                                                                       |
| PII 300              | 300 MHz            | 512 KiB  | 66 MT/s            | 4.5x | 2.0 V    | 18.6W | Slot 1   | DA1, DB0, A0B |                 | B80523P300512E                   | SL35V, SL2YK, SL2W8                                                                |
| PII 333              | 333 MHz            | 512 KiB  | 66 MT/s            | 5x   | 2.0 V    | 20.6W | Slot 1   | DA0, DA1, DB0 |                 | 80523PX333512                    | SL2KA, SL2QF, SL2QH, SL2S5, SL2TV, SL2WY                                           |
| Pentium II Overdrive | 333 MHz or 300 MHz | 512 KiB  | 66 MT/s or 60 MT/s | 5x   | 3.3 V    |       | Socket 8 | DB0           | August 1998     | PODP66X333                       | Q0126, SL2K3, SL2KE, SL3EA                                                         |
| PII 350              | 350 MHz            | 512 KiB  | 100 MT/s           | 3.5x | 2.0 V    | 21.5W | Slot 1   | DA1, DB0, DB1 |                 | 80523PY350512                    | SL2U3, SL2S6, SL2SF, SL2WZ, SL356, SL37F, SL38M, SL36U, SL3J2                      |
| PII 400              | 400 MHz            | 512 KiB  | 100 MT/s           | 4x   | 2.0 V    | 24.3W | Slot 1   | DA1, DB0, DB1 |                 | BX80523U400512E, 80523PY400512PE | SL3EE, SL2S7, SL2SH, SL2YM, SL37G, SL2U5, SL357, SL3F9, SL38N, SL38Z, SL3D5, SL2U6 |
| PII 450              | 450 MHz            | 512 KiB  | 100 MT/s           | 4.5x | 2.0 V    | 27.1W | Slot 1   | DB0           |                 | BX80523U450512E                  | SL358, SL2WB, SL37H, SL2U7                                                         |

## Processadors Mobile

### "Tonga"(250 nm)
- Tots els models incorporen: MMX
- L2 cache is off-die and runs at 50% CPU speed

| Número de model | Freqüència | L2-Cache | Front Side Bus | Mult | Voltatge | TDP | Socket | Data publicació | Número de serie | sSpec Number(s) |
| --------------- | ---------- | -------- | -------------- | ---- | -------- | --- | ------ | --------------- | --------------- | --------------- |
| PII 233         | 233 MHz    | 512 KiB  | 66 MT/s        | 3.5x | 1.7 V    |     |        |                 | PMD23305001AA   | SL2KH           |
| PII 266         | 266 MHz    | 512 KiB  | 66 MT/s        | 4x   | 1.7 V    |     |        |                 | PMD26605001AA   | SL2KJ           |
| PII 300         | 300 MHz    | 512 KiB  | 66 MT/s        | 4.5x | 1.7 V    |     |        |                 | PMD30005001AA   | SL2Y7           |

### "Dixon"(250 nm)
- Tots els models incorporen: MMX
- L2 cache is on-die and runs at 100% CPU speed
- També conegut com a Pentium II "Performance Enhanced"

| Número de model | Freqüència | L2-Cache | Front Side Bus | Mult | Voltatge | TDP | Socket | Data publicació | Número de serie | sSpec Number(s) |
| --------------- | ---------- | -------- | -------------- | ---- | -------- | --- | ------ | --------------- | --------------- | --------------- |
| PII 266PE       | 266 MHz    | 256 KiB  | 66 MT/s        | 4x   | 1.6 V    |     |        |                 | PMG26602002AA   | SL32M           |
| PII 300PE       | 300 MHz    | 256 KiB  | 66 MT/s        | 4.5x | 1.6 V    |     | MMC-2  |                 | PMG30002002AA   | SM32N           |
| PII 333         | 333 MHz    | 256 KiB  | 66 MT/s        | 5x   | 1.6 V    |     | MMC-2  |                 | PMF33302001AA   | SL3KG           |
| PII 366         | 366 MHz    | 256 KiB  | 66 MT/s        | 5.5x | 1.6 V    |     | MMC-2  |                 | PMG36602002AA   | SL32P           |
|                 |            |          |                |      |          |     |        |                 |                 |                 |